# Menoken Village State Historic Site (32BL2)
Menoken er en af de første indianske bosættelser med et forsvarssystem i denne region af North Dakota.:133  Byen er bevaret som en State Historic Site. Den antages at være opført af folk, hvis efterkommere sluttede sig sammen med andre byboere og endeligt samlede sig til en gren af northern mandan divisionen.:102 
Byen med over atten jordhytter ligger i Burleigh County omtrent 30 km øst for Bismarck og Missouri River. Ved sin beliggenhed så langt fra præriens hovedflod skiller den sig ud fra andre indianerbyer.:134  Opført måske før år 1000:15  og senest 1240.:131  Det lille bysamfund var beskyttet af både en form for palisade med fire bastioner og en gravet grøft, der løb langs palisaden. Arkæologiske fund af helt nedbrændte huse mangler sin endelige forklaring. Jordhytterne var ovale i grundplan, havde en indvendig entre (modsat senere) og midt i hytten lå ildstedet. Jorden indenfor den buede hyttevæg var fjernet, så gulvet lå 60 cm under jordniveau.:134  Der er ikke fundet tegn på, at byboerne dyrkede majs, squash eller andre afgrøder, hvilket ellers kendetegnede byindianerne ved Missouri River.:165 
Analyser udført sidst i det tyvende århundrede forkastede en teori om, at Menoken var mandan-byen, den franske pelsopkøber La Vérendrye besøgte i 1738.